# 알코올성 케톤산증
알코올성 케톤산증(alcoholic ketoacidosis, AKA)은 알코올 섭취와 관련된 일련의 증상과 대사 상태, 즉 증후군을 말한다. 나타나는 증상에는 복통, 구토, 초조한 태도, 빈호흡, 특이한 과일 냄새 등이 있다. 의식수준은 대체로 정상이다. 합병증에는 갑작스러운 사망이 있다.
알코올성 케톤산증은 장기간의 알코올 의존증 환자에서 발생하는 경우가 가장 흔하며, 폭음으로 인한 경우는 상대적으로 적다. 대개 수 일 간 식사를 힘들어한 뒤 알코올성 케톤산증이 발병한다. 증상에 따라 진단을 달리 한다. 혈당 수치는 종종 정상이거나 아주 약간만 올라갈 수 있다. 알코올성 케톤산증과 비슷한 증상을 나타내는 질환에는 당뇨병성 케톤산증 등 고음이온차이 대사성 산증을 유발하는 다른 원인 질환들이 있다.
보통 정맥 주사로 생리식염수나 포도당 수액을 주입하여 치료한다. 티아민과 알코올 금단 증후군을 예방하기 위한 방법들도 권장된다. 저칼륨혈증에 대한 치료도 필요할 수 있다. 알코올성 케톤산증 환자는 20대에서 60대 사이에 많다. 질환이 가장 처음 알려진 것은 1940년이며 그 이름은 1971년에 붙여졌다.